# Масая Оя
Масая Оя (яп. 大箭将也), відоміший як Camellia та Cametek, є музичним продюсером вокалоїд альбомів і виконавцем в японській EDM (англ. Electronic dance music). Він став одним із провідних авторів пісень у серії Sound Voltex, а також відомий тим, що складає пісні, швидкість яких часто складає близько 200 BPM та більше. Окрім Bemani він випускав альбоми під своїм колом "KamelCamellia".
Учасник конкурсу оригінальних пісень KAC2013 (англ. KONAMI Arcade Championship) та один із перших переможців який отримав найбільшу нагороду. Він є членом різних лейблів, таких як Exit Tunes, Down Force Records та Alstroemeria Records, і його популярність дозволила йому з'являтися як гість в різних колах Додзіна, таких як HARDCORE TANO*C та Diverse System.
Масая також грає на багатьох музичних інструментах, є фахівцем у галузі фортепіано, басу та гітари, крім того, має різноманітні музичні стилі та кілька музичних жанрів. Він добре розбирається в EDM, Dubstep, Electro, Glitch Hop, і Psychedelic Trance, але часто робить Trap, Hardcore Techno, Hardstyle, і Speedcore. Створив свою Денпа, часто співпрацюючи і видаючи деякі альбоми разом зі співачкою Нанахірою (яп. ななひら).
Масая Оя також є частиною бренду Beatnation Records, його обрав Sota Fujimori у квітні 2014 року.

## Пісні для Bemani
У наступному списку показано пісні, створені цим автором, а також з виконавцями, які працювали над їх розробкою:
- beatmania IIDX 22 PENDUAL
  - ベィスドロップ・フリークス Bassdrop freaks
- beatmania IIDX 23 copula
  - Glitch Nerds
  - Routing
  - 紫陽花 -AZISAI-
- beatmania IIDX 24 SINOBUZ
  - PAPAYAPA BASS
  - yamabiko (SINOBUZ Edition)
- beatmania IIDX 25 CANNON BALLERS
  - Amor De Verão

### BeatStream
- BeatStream
  - 窮猫ハ鼠ヲモ嚙メズ Kyuubyou wa nezumi wo mo kamezu
- BeatStream アニムトライヴ
  - 蟲の棲む処 Mushi no sumu tokoro

### DanceDanceRevolution
- DanceDanceRevolution (2014)
  - イーディーエム・ジャンパーズ EDM jumpers

### GITADORA
- GITADORA Tri-Boost
  - ラキ☆ハピ Lucky happy DAYS!
  - サイレンサイン Siren sign

### jubeat/REFLECT BEAT
- jubeat prop
  - overcomplexification
- jubeat plus/REFLEC BEAT plus
  - Bass Weapon: LAZERFLAME
  - MEGANTO METEOR
- MÚSECA 1+1/2
  - オリガミカル・スウィートラヴ Origamical sweet love

### REFLECT BEAT
- REFLEC BEAT groovin'!!
  - Chirality
  - Proluvies
  - ラブギガヘルツ Love gigahertz
- REFLEC BEAT groovin'!! Upper
  - 男々道 Dandandou -otoko PHQ remix-
- REFLEC BEAT VOLZZA
  - 神よ、ニャンコを与えたまえ! Kamiyo, nyanko wo ataetamae!
- REFLEC BEAT VOLZZA 2
  - Brightness (Camellia's "Vividness" Remix)
  - Dualive
  - Infinity Rise (Camellia's "Inf+1" Remix)
  - You and me
- REFLEC BEAT 悠久のリフレシア
  - Towards The Horizon
  - めうめうぺったんたん！！Meumeupettantan!! (割印[Breakcore] Remix)

### SOUND VOLTEX
- SOUND VOLTEX BOOTH
  - サヨナラ・ヘヴン（かめりあ

## Альбоми
Нижче показані альбоми, які автор створив за час діяльності:
- ハニージンジャーエール (2010)
- TRIPPERS (2011)
- mikUbiquity (2011)
- michno-sequence (2012)
- Stance on Wave (2013)
- paroxysm (2013)
- [diffraction] (2014)
- Sudden Shower (2014)
- ばーさす！ (2014, з ななひら)
- dreamless wanderer (2014)
- LOP STEP RABBITS! (2014, з ななひら)
- PLANET//SHAPER (2015)
- りぷれい！ (2015, with ななひら)
- crystallized (2015)
- INSANE INFLAME (2016)
- MEGANTO METEOR (2016)
- すりーぷ！ (2016, з ななひら)
- REALITY DISTORTION (2016, with Akira Complex)
- Camellia «Guest Tracks» SUMMARY & VIPs 01 (2017)
- INVAIDAS FROM DA JUNGLE (2017)
- GALAXY BURST (2018)
- Camellia «Remixes» SUMMARY & VIPs 02 (2018)
- Heart of Android (2019)
- Blackmagik Blazing (2019)
- Xroniàl Xéro (2020)
- Tera I/O (2020)
- U.U.F.O. (2021)
- 灰の羽搏 (2023)